# Playa Medina
Playa Medina är en ort i Mexiko.   Den ligger i kommunen Carlos A. Carrillo och delstaten Veracruz, i den sydöstra delen av landet, 400 km öster om huvudstaden Mexico City. Playa Medina ligger 10 meter över havet och antalet invånare är 212.
Terrängen runt Playa Medina är mycket platt. Runt Playa Medina är det ganska glesbefolkat, med 43 invånare per kvadratkilometer. Närmaste större samhälle är Carlos A. Carrillo, 1,4 km nordost om Playa Medina. Trakten runt Playa Medina består till största delen av jordbruksmark.